# Vespinae
Sous-famille
Les Vespinae sont une des trois sous-familles de guêpes de la famille des Vespidae à présenter un comportement social. Les guêpes de la sous-famille Vespinae construisent généralement des nids de carton dans lesquels elles développent leurs colonies pouvant atteindre plusieurs milliers d'individus. (Mais la guêpe à papier, Polistes fuscatus, est une guêpe américaine d'une autre sous-famille, Polistinae.) Les Vespinae comportent des espèces bien connues comme la guêpe commune Vespula vulgaris et le frelon européen Vespa crabro.

## Répartition
Les guêpes Vespinae sont essentiellement distribuées à travers l'hémisphère nord. Seules quelques espèces sont présentes dans l'hémisphère sud, soit naturellement, par migration à travers l'archipel indo-malais, soit à la suite d'introductions accidentelles ayant donné lieu à des invasions en Australie, en Nouvelle-Zélande, en Afrique du Sud ou encore au Chili (Vespula germanica et Vespula vulgaris).

## Genres
- Dolichovespula Rohwer, 1916 -- guêpes « aériennes »
- Provespa Ashmead, 1903
- Vespa Linnaeus, 1758 -- frelons
- Vespula Thomson, 1869 -- guêpes
- † Palaeovespa Cockerell[1], 1906

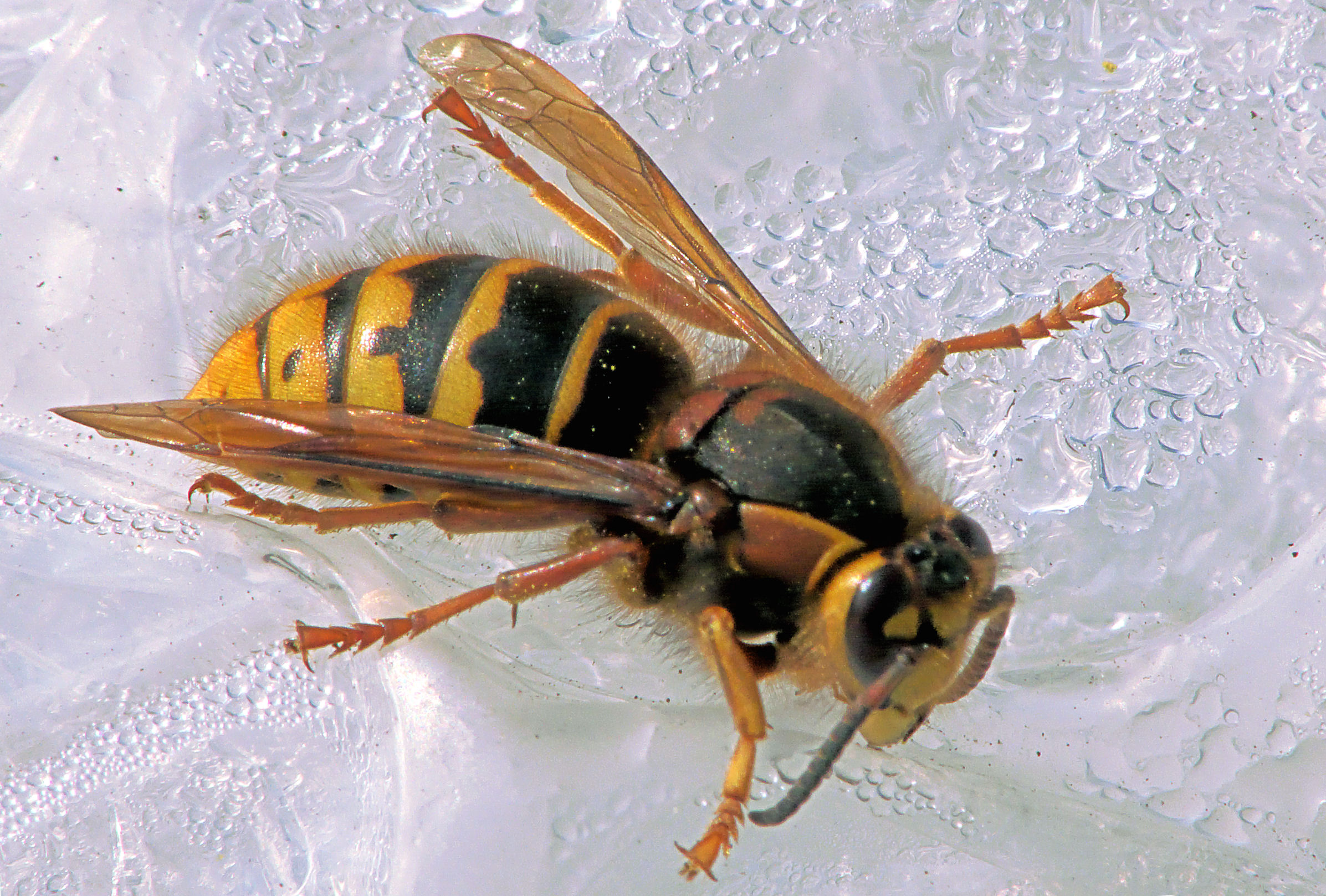
Dolichovespula media
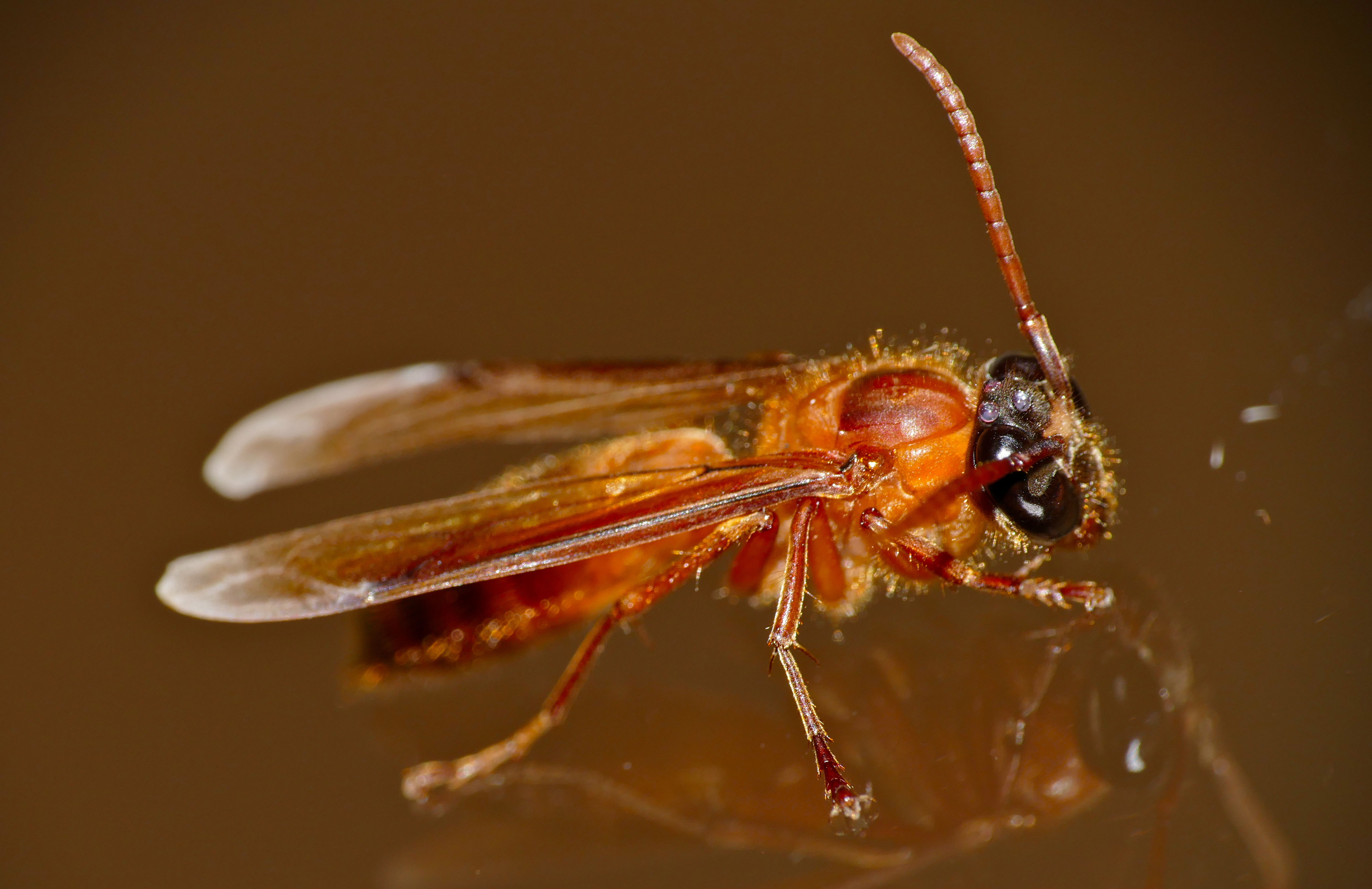
Provespa sp.
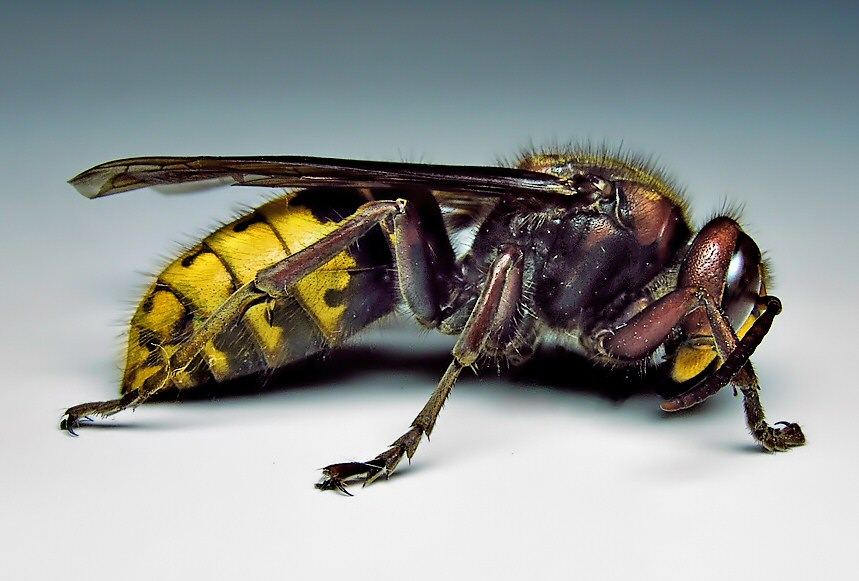
Vespa crabro
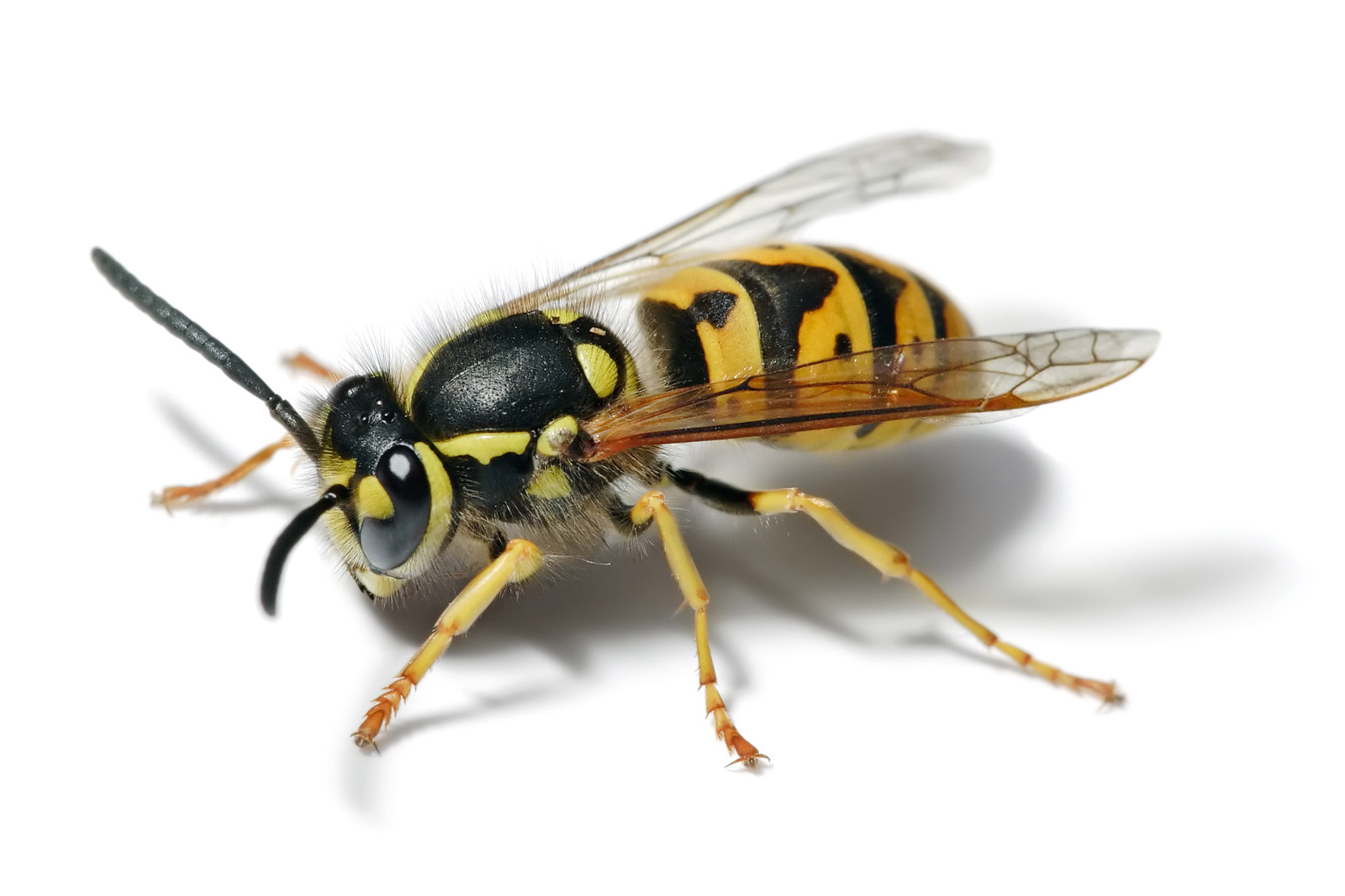
Vespula germanica
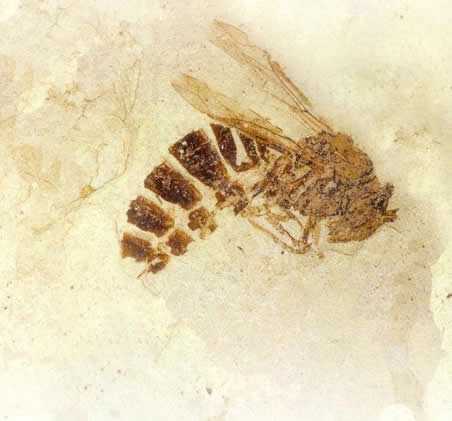
Fossile de Palaeovespa florissantia